# زهرة الحواشي الوردية
زهرة الحواشي الوردية (باللاتينية: Veronica rosea) نوع نباتي يتبع جنس زهرة الحواشي من الفصيلة الحملية. كانت تصنف سابقًا ضمن الفصيلة الغدبية.

## الموئل والانتشار
موطنها المغرب العربي وإسبانيا.